# Montesia
Montesia is een kevergeslacht uit de familie van de boktorren (Cerambycidae). De wetenschappelijke naam van het geslacht werd voor het eerst geldig gepubliceerd in 1938 door Lane.

## Soorten
Montesia omvat de volgende soorten:
- Montesia bosqi Campos-Seabra, 1961
- Montesia elegantula Monné, 1979
- Montesia fasciolata Galileo & Martins, 1990
- Montesia leucostigma Lane, 1938